# LPR Brakes-Farnese Vini
L'LPR Brakes-Farnese Vini (Codi UCI: LPR) va ser un equip ciclista que va existir entre el 2004 i el 2009. Originàriament italià i despréssuís, el 2008 passà a tenir llicència irlandesa. L'equip tenia la categoria d'equip professional continental, per la qual cosa participava en les curses dels Circuits Continentals, principalment l'UCI Europa Tour, però també en les curses de categoria Mundial a les quals era convidat.

## Principals victòries

### Grans Voltes
- Giro d'Itàlia
  - 1 etapa el 2008: Gabriele Bosisio
  - 2 etapes el 2009: Alessandro Petacchi. Danilo di Luca també guanyà dues etapes, però li foren retirades per dopatge[3]

### Campionats nacionals
- Campionat d'Ucraïna en ruta (2): 2005 (Mikhaylo Khalilov), 2008 (Ruslan Pidgornyy)

## Classificacions UCI
Fins al 1998 els equips ciclistes es trobaven classificats dins l'UCI en una única categoria. El 1999 la classificació UCI per equips es dividí entre GSI, GSII i GSIII. D'acord amb aquesta classificació els Grups Esportius I són la primera categoria dels equips ciclistes professionals. L'equip LPR Brakes serà considerat GSII el 2004. La taula presenta les classificacions de l'equip al circuit, així com el millor ciclista individual.
| Temporada | Classificació per equips | Millor ciclista en la classificació individual |
| --------- | ------------------------ | ---------------------------------------------- |
| 2004      | 18è (GSII)               | Dmitri Kónixev (295è})                         |

Entre el 2005 i el 2008 l'equip no forma part dels 20 equips ProTour i és classificat a l'UCI Europa Tour com a equip continental professional.
UCI Àfrica Tour
| Temporada | Classificació per equips | Millor ciclista en la classificació individual |
| --------- | ------------------------ | ---------------------------------------------- |
| 2008      | 10è                      | Walter Proch (41è)                             |

UCI Amèrica Tour
| Temporada | Classificació per equips | Millor ciclista en la classificació individual |
| --------- | ------------------------ | ---------------------------------------------- |
| 2005      | 22è                      | Danilo Napolitano (222è)                       |
| 2006      | 23è                      | Carlos José Ochoa (226è)                       |
| 2007      | 31è                      | Marco Marcato (194è)                           |

UCI Àsia Tour
| Temporada | Classificació per equips | Millor ciclista en la classificació individual |
| --------- | ------------------------ | ---------------------------------------------- |
| 2006      | 18è                      | Elio Aggiano (84è)                             |

UCI Europa Tour
| Temporada | Classificació per equips | Millor ciclista en la classificació individual |
| --------- | ------------------------ | ---------------------------------------------- |
| 2005      | 6è                       | Danilo Napolitano (6è)                         |
| 2006      | 34è                      | Mikhaylo Khalilov (76è)                        |
| 2007      | 5è                       | Borut Božič (18è)                              |
| 2008      | 3r                       | Danilo Di Luca (5è)                            |
| 2009      | 9è                       | Alessandro Petacchi (5è)                       |

UCI Oceania Tour
| Temporada | Classificació per equips | Millor ciclista en la classificació individual |
| --------- | ------------------------ | ---------------------------------------------- |
| 2006      | 12è                      | Gene Bates (18è)                               |

El 2009 l'equip LPR fou un dels que va participar en el Calendari mundial UCI.
| Temporada | Classificació per equips | Millor ciclista en la classificació individual |
| --------- | ------------------------ | ---------------------------------------------- |
| 2009      | 24è                      | Alessandro Petacchi (48è)                      |